# Iglesia católica en Nicaragua
La iglesia católica en Nicaragua comienza con la llegada de los colonizadores a Nicaragua que traían indicaciones especiales de evangelizar a los naturales de las nuevas tierras conquistadas. Esta gesta heroica estuvo marcada por una serie de circunstancias que llegaron a forjar la iglesia católica nicaragüense. Durante el periodo del virreinato, Europa estaba en su gran momento de los descubrimientos y la expansión de la cultura, economía y política. Durante estos años se terminaba la reconquista contra los árabes y se unificaba toda la política y la religión en torno a los Reyes Católicos, de igual manera, se estrechó la unión con la expulsión de los judíos de la península. Al estar la Iglesia unida a los Reyes, la gran misión de la conquista era también la gran empresa de la conversión de los seres humanos encontrados.
El acta del 12 de abril de 1523 expresa la unión de la entidad religiosa y política española y relata la posesión formal de las tierras. A los naturales se les hizo cristianos bautizándolos, también se les hacía vasallos del rey de Castilla, por lo cual se les permitió vivir en sus tierras y según la crónica se les bautizó. Este hecho llevaría como fin la cristianización de los indígenas prohibiendo que fueran esclavizados.
En el diálogo de Gil González Dávila con el Cacique Nicarao se expresa una lamentable falta de referencia al Evangelio que se llegaba a predicar, y se les bautizó para llevarlos a la fe. Cuando los religiosos los bautizaban, cambiaba la cosmovisión de los recién cristianos, que en la época precolombina vivían en guerras y miedo a sus dioses, mostrando la superioridad de un Dios de amor. Se comienza a entronizar las imágenes y devociones a la Virgen María y la Cruz , los cuales eran signos de la cristiandad española.
Las manifestaciones de la espiritualidad y religiosidad popular fueron los caminos de legitimatización del Catolicismo español. 

## La Iglesia en la Época Colonial

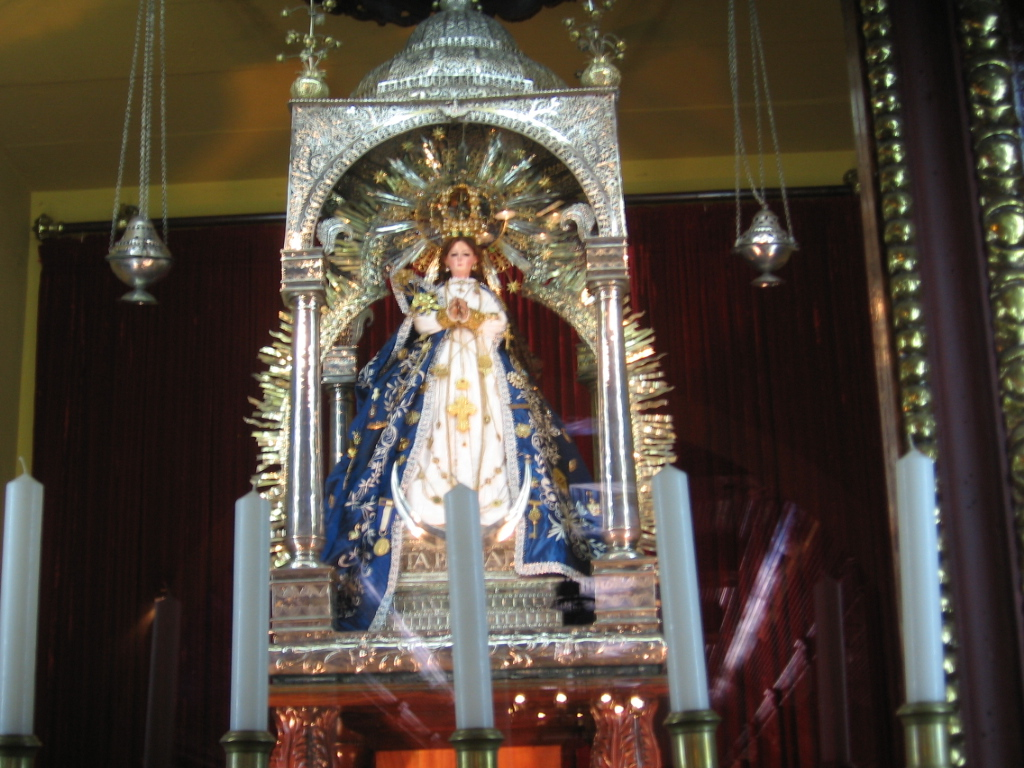
Imagen de la Inmaculada Concepción del Santuario Nacional de El Viejo

Con la llegada de los colonizadores, llegaron también los clérigos. La evangelización empezó a consolidarse con la presencia de las órdenes mendicantes, mercedarios y franciscanos que fueron los que más se comprometieron con la evangelización del pueblo; los dominicos en cambio dejaron las tierras recién conquistadas por su “compromiso profético”. La alcaldía ya daba mantenimiento a los conventos en 1531.

### Diócesis de León
El 26 de febrero de 1531 se funda la diócesis de León. Su primer fue obispo Diego Álvarez de Osorio. Este fue elegido pero no consagrado como tal, porque la bula papal jamás llegó al país. Tres años después, el 3 de noviembre de 1534, el Papa confirma mediante bula la erección canónica de la nueva diócesis.
Con el abuso de poder en contra de los naturales una vez terminado el oro, los esclavizaron, robaron sus tierras y tomaron sus mujeres. Desde esos momentos llegaron las voces proféticas. Para estos ordenamientos de posesión se hizo uso de las encomiendas como institución legal para dominar.

## Defensores de los naturales

### Diego Álvarez de Osorio
El primer defensor de los indígenas en territorio nicaragüense el Venerable Diego Álvarez de Osorio (Obispo de Nicaragua y Costa Rica 1531-1536), a quien el Rey nombró protector de los indígenas, los cronistas lo han descrito como "sensible al Evangelio".

### Antonio de Valdivieso
El Siervo de Dios Antonio de Valdivieso, O.P. (Obispo de Nicaragua y Costa Rica 1544-1549), siguió la misma corriente de Osorio, fue la figura religiosa más relevante de esta época, murió por la defensa de los indígenas en la casa cural el 26 de febrero de 1550. Considerado como protomártir de América por la defensa de los indígenas, defensor de los Derechos Humanos, Obispo de Nicaragua, San Andrés y Providencia, Honduras y Costa Rica. Discípulo de Fray Bartolomé de las Casas, Obispo de Chiapas y también defensor de los indígenas.
Esta época fue crucial para la consolidación de la misión, aunque debido a la distancia entre en centro colonial y político en España, no hubo nombramiento de obispo por mucho tiempo y se procede a una etapa de “clérigos vagos”, sin misión pastoral ni pertenecía articulada a las instituciones religiosas, uno de ellos acompañó a Contreras al asesinato del obispo Valdivieso.
La Santa Sede concedió cierto privilegios a los Obispos ordenados en América, tales como: la consagración por un solo obispo, usar el bálsamo indígena y no el alejandrino como en Europa, Sixto V, ordenó que los obispos residentes fuera de Europa hicieran sus visitas cada diez años.

### Fernando Espino
Fernando Espino franciscano, natural de Ciudad Antigua, Nueva Segovia, fue el primer sacerdote predicador criollo en la actual Nicaragua. Fue comisario apostólico de la Reducción de los indios Xicaques de la Taguzgalpa o Taguisgalpa.
Partió en misión de evangelización de los indios de la Nueva Segovia y Pantasma (actual departamento de Jinotega en compañía del predicador, Fray Pedro de Ovalle.
En Taguisgalpa escribió una doctrina para los indios de la región en el idioma de ellos. Escribió canciones a los indios Xicaques en su lengua natal.
El término "Xicaque" era un nombre genérico aplicado a los indios no reducidos, en este caso siendo de la vecindad de Nueva Segovia, Jalapa y Pantasma, el historiador Jaime Incer Barquero cree que se trataba de indios matagalpas no reducidos.

## La Iglesia durante la Independencia
Durante la consolidación de la época española en América, tanto el pueblo como la Iglesia vivieron tiempos de tranquilidad. Debe tomarse en cuenta que la conquista fue impulsada por los indígenas anhelando la liberación de los imperios caníbales de los mexicas e incas. La independencia en cambio fue impulsada por los españoles criollos ávidos de poder. 
Para 1811 se dan los alzamientos populares, movimientos independentistas contra la colonia española en León, Masaya, Granada y Rivas. En la zona Norcentral no se dio de la misma manera, pues en Chontales y Las Segovias intentaron la misma hazaña pero no pudieron consolidarse como en el Pacífico. Durante la colonia la Iglesia tenía un poder bastante estructurado y consolidado, recibía compensación y legitimaba ideológicamente. El clero tenía voz y voto en los acontecimientos políticos y sociales. El pueblo en cambio se manifestaba en los movimientos sublevados. Llega un momento en que el clero se divide y actúa desde los dos bandos, una parte con la política y otra con el pueblo dominado. Hubo sacerdotes diputados del pueblo y otros capellanes de las tropas. 
Fray Antonio Moñino fue desterrado del convento franciscano al que pertenecía, por el hecho de estar en contra del dominio español. Fr. Benito Miguelena de la orden de los mercedarios o Tomás Ruiz Romero de origen chinandegano fue el primer sacerdote involucrado en los sucesos de la independencia nicaragüense en 1814. Las ideas de la independencia le llevaron al exilio, se fue a México y murió allí encarcelado.
En el bando contrario estaba Fr, Nicolás García Jerez, Obispo de la diócesis de León, quien estaba convencido de los ideales de La Corona, fue por un tiempo temporal el jefe político, religioso y hasta militar de algún modo de Nicaragua. Este Obispo trató con sus fuerzas acabar con los movimientos populares, al ver que no puede contra el pueblo, dirige el gobierno de la provincia y propone delegados por barrios en las ciudades más grandes como Granada y Masaya; estos delegados fueron obviamente clérigos inspeccionados por el Obispo, y con esto el movimiento del pueblo fue decayendo.
En Granada José Antonio Chamorro, sacerdote de la diócesis desde su púlpito exhortaba al pueblo a que no se opusiera a las autoridades de la Iglesia, La Corona y la Patria, diciendo: 

Se deduce con toda evidencia que el pueblo insurrecto ha sido y es un traidor a Dios, a la Religión, al Rey y a la Patria.

## La Iglesia después de la Independencia
Una vez expulsado el obispo de la sede episcopal, la sede queda vacante por muchos años, hasta 1842 que se elige a Jorge de Viteri y Ungo. En este mismo año se da la separación de Costa Rica de la diócesis de León. La población crece y la construcción de nuevos templos avanza en diferentes lugares del país. La misión continúa y avanza, con nuevo rostro y con nuevo gobierno.
Mientras se dan las luchas de los demócratas en León y los conservadores en Granada el clero estuvo involucrado en los dos grupos, destacándose en algunos puestos de relevancia política. Como era de esperar, hubo clérigos que apoyaron cabalmente al inversionista William Walker ocupando altos cargos, así mismo hubo los sacerdotes que se opusieron tajantemente a la idea de invasión norteamericana.
Viteri estaba convencido de que la religión tenía gran influencia en la socoedad, apoyó a Fruto Chamorro representante en aquel momento del pensamiento democrático o liberal. Con el episcopado de Viteri se firma el concordato con la Santa Sede el 16 de enero de 1862; en este documento tanto la política como la religión se legitiman y apoyan. Para 1858 la Constitución de la Nación señalaba que:

La religión de la República es la Católica, Apostólica, Romana; el gobierno protege su culto.
Constitución de 1858.

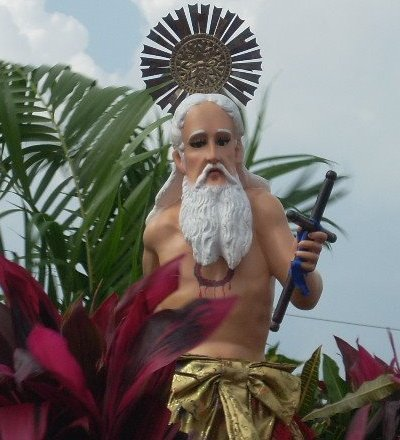
Devoción a San Jerónimo fomentada en el pueblo masayense durante el virreinato.

 Con esto la confesión del Estado compensaba la legitimación de la jerarquía como uno mismo. Para este tiempo las costumbres de la América española son las mismas para todos los pueblos de América. La población participaba en las múltiples devociones y supersticiones, dejando a un lado la moral. Se manifiestan con más fuerza las devociones a San Jerónimo en Masaya, la Virgen de la Merced en León, la Inmaculada Concepción en Granada y la Inmaculada Concepción de María en El Viejo del departamento de Chinandega.
Para 1870 se promulga la Reforma Agraria por el presidente Chamorro. Esta ley promulgó la apropiación de las tierras comunales de los indios las que pone en venta. Los más beneficiados de esta ley fueron los arrendatarios de las mismas que pasaban a ser dueños de la propiedad mediante la indemnización. Estos acontecimientos provocan que el pueblo se levante y se de la guerra de las comunidades indígenas (1881). En Matagalpa los Jesuitas fueron exiliados por ser acusados de hostigar al pueblo para que se levantara. Por la falta de armas y la irregularidad de las milicias los indígenas fueron derrotados. Todo lo que pertenecía a la Iglesia o las cofradías cayó en manos de los burgueses cafetaleros que empezaban su ascenso económico. Este hecho produjo conflictos entre la Iglesia y el Estado.
Con la revolución liberal en 1893 llegan los nuevos terratenientes cafetaleros y comienzan un nueva ideología económica y política. La Iglesia poseía templos, escuelas y cementerios donde impulsaba la cultura cristiana.  Entonces el presidente José Santos Zelaya (Liberal y anticlerical) comenzó a dictar una serie de leyes robando los bienes eclesiastivos y prohibiendo la enseñanza cristiana en las escuelas, con el fin de impidir a la Iglesia su misión evangelizadora de la cultura, y abusivamente reguló las administración de las cofradías. Este presidente con los cambios detonantes de la Constitución que reformó radicalmente el orden jurídico, social, político y religioso del país, creó un Estado laico y por ende desconoce a la religión católica como religión oficial que hasta ese momento lograba la Iglesia.
La idea de modernización de Zelaya era destruir la fe cristiana, por lo cual permitió la entrada al país de los primeros grupos protestantes, aunque la Iglesia católica hiciera protestas en cuanto a que el poder civil desconocía la autoridad eclesiástica. Con esos sucesos eclesiales surge como apoyo a la Iglesia la Unión Católica de Nicaragua perteneciente a grupos conservadores. El vicario general ordenó al clero que al terminar las Eucaristías se rezara la jaculatoria “El Señor salva a la República, el Señor salve a su pueblo”. El gobierno al darse cuenta de que el clero está en su contra, comienza con algunas expulsiones de sacerdotes, religiosos y religiosas, el Obispo Monseñor Simeón Pereira y Castellón (1899).

### Intervencionismo
Con las actuaciones del presidente Zelaya llega al país la intervención de los Estados Unidos expresando su desacuerdo con la situación por la que “transita el pueblo nicaragüense”. Para estos momentos los Estados Unidos proponían la construcción del Canal Interoceánico, termina con el poder liberal y sitúa en la presidencia a Adolfo Díaz. Con la muerte de Benjamín Zeledón el intervencionismo toma control del sistema político-económico del país. La Iglesia retoma la confesionalidad del estado (21 de diciembre de 1911-1939). La Iglesia se estructuró para una mejor evangelizacion. Se erigen las diócesis de Managua, Granada y Matagalpa e ingresan al país algunas órdenes masculinas y femeninas (Hermanos de la Salle, Franciscanos, Dominicos, Salesianos, Hijas de María Auxiliadora) para fortalecer a la Iglesia en diferentes sectores sociales (educación, salud, evangelización, juventud). Se nombra con la diócesis de Managua al primer arzobispo Monseñor José Antonio Lezcano y Ortega quien se integró con vehemencia y tenacidad a evangelizar la situación social del momento.
La Acción Católica produjo un cambio bastante impulsado por la doctrina social de la Iglesia. En este grupo se destacaron algunos sacerdotes, Azarías H. Pallais (Poeta, sacerdote) y Monseñor Octavio José Calderón y Padilla que promovió la acción social de la Iglesia –doctrina social de la iglesia– en las comunidades rurales del departamento de Matagalpa). Con la Acción Católica nace el pensamiento de una Asociación con ese carisma. Con el pasar de los años este grupo de mujeres se transformó en la primera congregación religiosa en Centroamérica fundada por una nicaragüense, las Siervas Misioneras de Cristo Rey por Madre Albertina Ramírez; el sacerdote Nicolás Antonio Madrigal y García apoyó dignamente la labor de la Acción Católica en Nueva Segovia.
Con el avance del secularismo la iglesia centró su ministerio en el culto eucarístico y las celebraciones populares. El pueblo católico en su mayoría no cumplía con todos los sacramentos lo que no les permitía participar de los sacramentos, por no estar casados solo podían bautizar a sus hijos; como respuesta al problema se celebró el primer Congreso Eucarístico teniendo presencia el Presidente de la República. 
Siendo el tiempo del comienzo de la lucha del General Sandino, la jerarquía mantuvo su distancia al respecto, solo pedía que el ejército popular se desarmara. Algunos de los críticos estudiosos de esta época consideraron que la Iglesia apoyaba un sistema que favoreciera la cultura cristiana en la nación. Las órdenes religiosas presentes en el país seguían con su labor misionera, apoyando al pueblo en sus actividades diarias, administración de sacramentos e incidiendo a que recibieran los demás no recibidos, las religiosas mantuvieron su trabajo pastoral en las escuelas de León y Granada, algunas jugaron un papel preponderante en la zona norte apoyadas por los sacerdotes de las parroquias de los departamentos de Estelí, Nueva Segovia y Madriz apoyadas por sus respectivos párrocos.

## Época del Concilio Vaticano II
Con la expansión del capitalismo en el país, Nicaragua se enmarcó en la Alianza para el Progreso, se logró la inserción en el mercado laboral y se impuso el algodón como cultivo predominante, los campesinos fueron despojados de sus tierras para dar prioridad al cultivo naciente, creció la mano de obra barata y la liberación del impuesto tributario. Todo este proceder político por parte del Presidente Somoza, provoca contradicciones en la dictadura y comienza la nueva etapa del “somocismo sin Somoza”. Con la ejecución de Somoza (1956) y las luchas de estudiantes en la universidad de León se inicia lo que después fue el Frente Sandinista de Liberación Nacional (FSLN).
En la Iglesia Universal empieza la organización del Concilio Vaticano II por el Papa Juan XXIII  (1962) y este mismo año se crea la diócesis de Estelí, segregada de León e integrada por los departamentos de Estelí, Madriz y Nueva Segovia, y el 17 de enero de 1963 se ejecuta a Mons. Clemente Carranza y López como el primer Obispo. Se creó además la prelatura de Juigalpa, se reorganizó la diócesis de Managua e inician las actividades educativas de la Universidad Centroamericana (UCA) administrada y dirigida por la Orden Jesuita.
En 1969 se celebró el Primer Encuentro Pastoral, con el objetivo de dirigir a la Iglesia según los acuerdos del Concilio y la II Conferencia General del Episcopado Latinoamericano celebrada en Medellín, Colombia. En este encuentro se llegó a la conclusión de que la feligresía católica nicaragüense estaba sumergida en “un cristianismo tradicionalista acompañado de ligeras adaptaciones al siglo XX”. Para 1972 Managua es impactada por el terremoto y sufre una crisis económica y los compromisos sociales y políticos se agudizan. En el terremoto muere el sacerdote aragonés Bruno Martínez Sacedo de los Escolapios. Unos años después se iniciaría su proceso de beatificación.
En la Iglesia nacional empieza un movimiento de renovación conciliar, que empezó en Europa por sacerdotes nacionales y extranjeros, religiosos y religiosas. Empezaron con mayor incidencia en el Vicariato Apostólico de Bluefields con los padres Capuchinos de origen norteamericano; se inició el movimiento de los Delegados de la Palabra (1967), inspirados en la experiencia de la diócesis de Choluteca, Honduras. Otro grupo de la iglesia ve en la Asamblea de Medellín otra visión del encuentro y empieza la aceptación de la opción por los pobres como un criterio de confirmar la fe cristiana.
Siguiendo este criterio se desarrolló la comunidad religiosa de Solentiname, animada por Ernesto Cardenal. Se iniciaron las Comunidades Eclesiales de Base en las parroquias de San Pablo Apóstol (Managua) y se forman los equipos de pastoral rural. Se inicia el Centro de Educación y Promoción Agraria (CEPA) y las Escuelas Radiofónicas que buscaban el desarrollo popular y la integración de la fe con el compromiso de proyectos rurales, despertó así la conciencia de las comunidades ante la realidad que vivía el país. Este período es un tiempo de apertura eclesial y creatividad. Poco a poco los movimientos crean conflictos internos y externos lo que hace que los movimientos se vuelvan más críticos y proféticos, en este marco se destacó el sacerdote Gaspar García Laviana, militante del Frente Sur que murió en combate el 11 de diciembre de 1978. Durante el gobierno presente el Cardenal Obando Bravo estuvo cargado de tensiones con el presidente. En 1972 la iglesia emite una carta pastoral criticando al gobierno, esta actitud no provocó cambios pues lo hicieron varias veces más, sin ningún resultado aparente. 

### 1970
En agosto de 1970 estudiantes católicos, sacerdotes y algunos intelectuales de la época se toman las instalaciones de la Catedral Metropolitana de Managua, como crítica ante la situación injusta que vivía el país, este hecho obligó al Padre León Pallais a que dejara la rectoría de la Universidad Centroamericana (UCA).
Con el nuevo pensamiento de la Iglesia que descubrió Medellín, algunas religiosas con sentido social, dejan los colegios y comienzan sus labores en las comunidades, nacen nuevas congregaciones religiosas. El franciscano Uriel Molina Oliú inicia una Comunidades Eclesiales de Base (CEB) en el barrio Riguero de Managua, con el objetivo de apoyar la lucha revolucionaria del FSLN, se unen a ellos algunos grupos del movimiento Cursillos de Cristiandad empezando así una incorporación a la Revolución. 
La iglesia a este punto se ve obligada a dejar el apoyo a la dictadura de Somoza y empieza el proyecto de unión al proyecto popular. 
Esta fue la década del liderazgo y despunte juvenil, del laicado, se destacó la generación de laicos de clase burguesa formada en los colegios católicos y en lo rural y urbano el laicado toma posesión y presencia en las diversas formas de organización social, política y religiosa. Se inició la meditación diaria con la toma de inicio en la realidad que se vivía, creció la conciencia analítica y crítica y se les incentiva a defender la lucha popular. Este proceso se vio impulsado por la pedagogía de la educación popular sobre todo en grupos, comunidades campesinas y sectores populares de Managua y posteriormente el resto del país.

## La Iglesia y la Revolución Sandinista
El 20 de julio de 1979 el Parque Central de Managua se desbordó de jóvenes de todo el país. Días antes Somoza había huido del país hacia Estados Unidos. La Guardia Nacional se vio derrotada por la ausencia de su líder, la política a favor de la defensa de los Derechos Humanos, los Sandinistas habían tomado el poder. Muchos de los guerrilleros presentes llevaban signos religiosos, después de disfrutar de la victoria se pagaban las promesas y romerías a los santuarios más tradicionales del país (Señor de los Milagros de Esquipulas de El Sauce, Nuestra Señora del Rosario de Estelí, Sangre de Cristo en Managua y otros departamentos, Basílica de El Viejo). En la Junta de Gobierno y el gabinete había personas reconocidas de grupos religiosos, políticos y sociales. Cuatro sacerdotes ocuparon puestos importantes en el Gobierno. Muchos grupos e instituciones religiosas engañados alaban la Revolución Sandinista.
La política internacional se ve expectada ante el movimiento cristiano y los Teólogos de la Liberación inician su emigración a Nicaragua. Después de tanto criticar lo Obispos las acciones de la revolución, dan el visto bueno con la Carta Pastoral en noviembre de 1979 reconociendo un socialismo compatible con las enseñanzas cristianas y pastorales. El pueblo celebró el hecho con Misas y actos populares. 
Uno de los sacerdotes con más influencia en contra del Gobierno revolucionario fue Miguel Obando quien había aconsejado durante el conflicto por una tercera vía. Desplazado por los líderes de la Revolución, fue poco a poco mostrando su descontento por el ritmo con el que se dirija el país. La Carta de 1979 no tuvo ningún impacto pastoral, quedó olvidada en el proceso que la Iglesia siguió en los diez años del gobierno sandinista, ni los esfuerzos del Nuncio Apostólico Pietro Sambi, ni la asesorías realizadas por los Teólogos de la Liberación. El conflicto religioso y social tuvo su trascendencia en 1980 cuando Violeta Barrios de Chamorro y Alfonso Robelo se separan de la Junta de Gobierno en su mayoría de presencia sandinista.
El pueblo nicaragüense iniciaba un proceso de confrontación al Gobierno Sandinista y buscaca su apoyo en la jerarquía eclesiástica y el cristianismo tradicional como un paradigma ideológico de oposición. Toda esta confrontación al Gobierno empezó con el antisomocista diario La Prensa. El pueblo católico se unió bajo la enseñanza de los pastores. Una minoría manipuló la religión bajo una supuesta iglesia popular que se reducía a un grupo impulsado por algunos intelectuales de la Teología de la liberación. 
Toda la resonancia de los conflictos religiosos llegó hasta la Santa Sede y el CELAM y comienza una etapa de apoyo internacional. El gobierno estadounidense hizo del tema religioso un tema central en sus luchas contrarrevolucionarias, haciendo uso de las declaraciones de los obispos como elementos legitimadores de su causa antisandinista y de la guerra contrarrevolucionaria. El tema religioso es tan importante para Estados Unidos que funda en centro especializado Democracia y Religión con el objetivo de estudiar el tema religioso como apoyo a la lucha contrarrevolucionaria de Nicaragua y los cristianos que participaban en el proceso, sino también contra los movimientos comprometidos con las luchas comunistas y la Teología de la Liberación. 
La presencia protestante y los conflictos católicos obliga al gobierno sandinista al diálogo sobre el fenómeno religioso con estos grupos. Como producto de ese diálogo se publica el documento oficial de 1980 en el que se reconoce la importancia de la participación de los grupos cristianos en el proceso de la revolución. Los obispos no creen lo declarado en dicho documento y responden de una manera desconfiada, denunciando y sospechando de lo escrito. El gobierno afirmaba que “entre cristiano y revolución no hay contradicción”. 
Se manifiesta de importancia en esta etapa de la historia de la Iglesia nicaragüense, las manifestaciones de la Virgen María en Cuapa, al vidente Bernardo Martínez, donde la Virgen según el vidente, dijo: "No pidan la paz, construyan la paz" y que si esta no era realizada Nicaragua nuevamente sufriría con el regreso del Gobierno Sandinista al poder. 
El  Papa San Juan Pablo II visitó Nicaragua el 4 de marzo de 1983 y se encuentra con la presencia laboral en el gobierno de tres sacerdotes, lo que la Santa Sede desaprobaba, Ernesto Cardenal en ese momento ejercía el cargo de Ministro de Cultura. Posterior a esta visita, ante amenazas de muerte, el Papa nombra cardenal a Miguel Obando y Bravo.
Algunos religiosos llegan al país con un espejismo de realización personal en el proceso revolucionario, algunos obispos los aceptan pero con el compromiso de acoplarse a la jerarquía eclesial. Varias instituciones que habían surgido bajo el amparo de la Iglesia comienzan a buscar constituirse como entidades civiles con personería jurídica y así independizarse de la Autoridad. La Conferencia de Religiosos (CONFER) fue una de las instituciones que fueron dirigidas por sectores conservadores recupersndo el perfil profético. En otro ámbito se organizaron sínodos diocesanos y un Concilio Provincial.
Uno de los sacerdotes que luchó por la desmovilización de los grupos armados fue el francisano Odorico D'Andrea quien era considerado santo por el pueblo y de quien se tenía gran respeto desde el punto de vista religioso y moral, no tuvo influencia política, sino que actuó a favor de la comunidad.

## La Iglesia y la posrevolución
En 1990 con la derrota del gobierno sandinista y la llegada a la presidencia Violeta Barrios de Chamorro quien cambio drásticamente la correlación de fuerzas en la realidad social del país. Con este nuevo gobierno la Iglesia va retomando su presencia en los espacios sociales del poder institucional y en los medios de comunicación que el Gobierno sandinista le había quitado o negado. 
Se destaca en este periodo la segunda visita del Papa el 11 de febrero de 1996 por petición de la presidenta, visitó la Catedral de León y elevó a Basílica Menor el Santuario de la Inmaculada Concepción de El Viejo (7 de febrero). En este año se vive en la diócesis de Managua tres acontecimientos importantes según Obando Bravo: La Construcción de la Catedral Metropolitana, la fundación de la Universidad Católica (UNICA) con ayuda del gobierno y el Seminario Mayor para la formación del clero diocesano.

## La Iglesia durante el Gobierno Liberal
Fue clave el apoyo del Cardenal Obando y Bravo al Dr. Arnoldo Alemán Lacayo con la homilía del 16 de octubre. En este gobierno sobresale la estrecha relación Gobierno-Iglesia. El Gobierno tenía presencia activa en actividades eclesiásticas y viceversa. Esta unión ayudó a la Iglesia a crear espacios en la educación, medios de comunicación y toma de decisiones importantes sobre el tema del aborto. La Iglesia recuperó su poder institucional y la nación se benefició con la enseñanza de la Iglesia. El Estado apoyo en la construcción de edificios religiosos, se levantaron signos religiosos en plazas, parques y el sector evangélico reclama el estatus del estado laico. El gobierno se confiesa católico y la Iglesia lo bendice y agradece. 
Con motivos de la celebración del año jubilar, la Conferencia Episcopal organiza peregrinaciones a Cuapa donde se manifestó la Virgen María en 1980. La Iglesia empieza a perder adeptos por la mundanidad que trae la secularización. Simultáneamente los grupos pentecostales ganan almas al presentar una salvación limitada a necesidades terrenas.

## Persecución durante el régimen de Sandinista
En los últimos años la Iglesia católica se ha quejado de persecución a manos del Gobierno, encabezado por Daniel Ortega. En noviembre de 2022, 11 sacerdotes católicos permanecían secuestrados en las mazmorras sandinistas, la mayoría de ellos acusados falsamente delitos políticos, y el obispo Rolando José Álvarez Lagos seguía bajo arresto domiciliario. El gobierno cerró varios medios de comunicación católicos y el acoso policial a los católicos y al clero fue generalizado y la organización benéfica católica Ayuda a la Iglesia Necesitada consideró a Nicaragua como el país de mayor preocupación en cuanto a la persecución de la Iglesia en América Latina duante 2022. La situación llevó al Papa Francisco a expresar públicamente su preocupación por la falta de libertad religiosa en Nicaragua.

La represión contra la Iglesia es una respuesta a las crecientes críticas al régimen y sus abusos contra los derechos humanos y civiles por parte de la jerarquía de la Iglesia y los sacerdotes. Inicialmente, las iglesias abrieron sus puertas para acoger a las personas que huían de las fuerzas del régimen tras las manifestaciones y para atender a los heridos en los enfrentamientos con las autoridades, lo que llevó al Gobierno a acusar a la Iglesia católica de ponerse del lado de los manifestantes, según el testimonio de un sacerdote que habló, bajo anonimato por temor a represalias, con Ayuda a la Iglesia Necesitada. El sacerdote en cuestión afirmó haber rescatado personalmente a 19 manifestantes con heridas de bala de AK-47, después de que se ordenara a los hospitales que no los ayudaran.
"Durante esos días, la gente en los bancos de nuestra iglesia no escuchaba el Evangelio, lo vivía", dijo el sacerdote.

## Procesos de canonización
Aún con todas las circunstancias por las que paso la Iglesia desde su arribo a las tierras nicaragüenses siempre contó con la labor de hombres y mujeres que supieron dirigirse por los caminos del Evangelio, de los que la misma institución por petición del pueblo o interés propio ha comenzado un estudio exhaustivo de sus vidas para proponerlos como dignos de veneración. En ese ámbito desde La Colonia hasta los días presentes se destacaron:

### Beatos
- Sor María Romero Meneses, religiosa salesiana ( Nicaragua)

### Siervos de Dios
En la iglesia católica, un cristiano es declarado "siervo de Dios" como primer grado que se le otorga a una persona que es candidata para ser venerable, luego beatificada y posteriormente canonizada.
El obispo diocesano y el postulador de la causa piden iniciar el proceso de canonización. Y presentan a la Santa Sede un informe sobre la vida y las virtudes de la persona.
La Santa Sede, por medio de la Congregación para las Causas de los Santos, examina el informe y dicta el decreto nihil obstat ("nada impide iniciar la causa"). Este decreto es la respuesta oficial de la Santa Sede a las autoridades diocesanas que han pedido iniciar el proceso canónico.
Obtenido el decreto de nihil obstat, el obispo diocesano dicta el decreto de introducción de la causa del ahora Siervo de Dios.
- Madre Albertina Ramírez Martínez, religiosa y fundadora ( Nicaragua)

- Antonio de Valdivieso, O.P., Obispo de Nicaragua y Costa Rica asesinado en León Viejo ( España)

- Bruno Martínez Sacedo, Sch. P. ( España)

- José Antonio Lezcano, sacerdote y primer Arzobispo de Managua ( Nicaragua)

- Mariano Dubón, sacerdote ( Nicaragua)

- Fray Odorico D'Andrea, O. F. M. ( Italia)

- Remigio Salazar, sacerdote ( Nicaragua)

### En proceso a siervo de Dios
- Bernardo Martínez, sacerdote y vidente de Cuapa ( Nicaragua)

- Nicolás Antonio Madrigal, sacerdote ( Nicaragua)

- Rosa Isabel Raskosky (1904-1983), seglar ( Nicaragua)